# Gianni Mammolotti
Giovanni Mammolotti, detto Gianni (Siena, 23 gennaio 1950), è un direttore della fotografia italiano.

## Biografia
Direttore della fotografia la cui considerevole esperienza spazia sia nel mondo del cinema che nel contesto televisivo italiano.
È inoltre docente presso la scuola del Centro Sperimentale di Cinematografia di Roma.
Nel 2018 si aggiudica la nomination ai David di Donatello con Malarazza di Giovanni Virgilio come migliore Direttore della fotografia, e nel 2023 è nuovamente nella cinquina del David di Donatello come migliore fotografia per il film I racconti della domenica, sempre di Giovanni Virgilio.

## Filmografia

### Cinema
- Un metro all'alba, regia di Fabrizio Lori (1990)
- Oasi, regia di Cristiano Bortone (1994)
- La caccia, il cacciatore, la preda, regia di Andrea Marzari (1995)
- Empoli 1921 - Film in rosso e nero, regia di Ennio Marzocchini (1995)
- Annata di pregio, regia di Egidio Eronico (1995)
- Una notte che piove, regia di Gianfranco Bullo (1995)
- Ilona arriva con la pioggia, regia di Sergio Cabrera (1996)
- L'albero dei destini sospesi, regia di Rachid Benhadj (1997)
- Colpo di stadio, regia di Sergio Cabrera (1998)
- Ferreri, I love you, regia di Fiorella Infascelli (2000)
- Arrivederci amore, ciao regia di Michele Soavi (2006)
- Milano Palermo - Il ritorno, regia di Claudio Fragasso (2007)
- Sandrine nella pioggia, regia di Tonino Zangardi (2008)
- Il sangue dei vinti, regia di Michele Soavi (2008)
- Riflessi, regia di Fulvio Paganin (2009)
- Le frise ignoranti, regia di Antonello De Leo (2015)
- Seguimi, regia di Claudio Silvestri (2017)
- Body of Deceit, regia di Alessandro Capone (2017)
- Malarazza, regia di Giovanni Virgilio (2017)
- Mò vi mento - Lira di Achille, regia di Francesco Gagliardi e Stefania Capobianco (2017)
- La vita dopo, regia di Marianna Adamo (2018)
- Un amore così grande, regia di Cristian De Mattheis (2018)
- Red Shoes - Il figlio del Boss, regia di Isabella Weiss (2021)
- Selfiemania, regia di Francesco Colangelo, Elisabetta Pellini, Elly Senger-Weiss, Junior, Willem Zaeyen (2021)
- Anime borboniche, regia di Paolo Consorti e Guido Morra (2021)
- Mamma qui comando io, regia di Federico Moccia (2022)
- Even, regia di Giulio Ancora (2022)
- I racconti della domenica, di Giovanni Virgilio (2022)
- Mentre non c'eri, regia di Maurizio Rigatti (2022)
- Il monaco che vinse l'Apocalisse, regia di Jordan River (2023)

### Televisione
- Ultimo, regia di Stefano Reali – miniserie TV (1998)
- Lui e lei, regia di Luciano Manuzzi ed Elisabetta Lodoli – serie TV, 8 episodi (1998)
- Il quarto re, regia di Stefano Reali – serie TV (1998)
- Ultimo - La sfida, regia di Michele Soavi – serie TV (1999)
- Una farfalla nel cuore, regia di Giuliana Gamba – film TV (1999)
- Un dono semplice, regia di Maurizio Zaccaro – serie TV (2000)
- Distretto di Polizia, regia di Renato De Maria – serie TV (2000)
- Le ali della vita, regia di Stefano Reali – serie TV (2000)
- Il testimone, regia di Michele Soavi – serie TV (2001)
- Uno bianca, regia di Michele Soavi – miniserie TV (2001)
- Francesco, regia di Michele Soavi (2002)
- Doppio agguato, regia di Renato De Maria – miniserie TV (2003)
- Ultima pallottola, regia di Michele Soavi – serie TV (2003)
- R.I.S. - Delitti imperfetti, regia di Alexis Sweet – serie TV, 12 episodi (2005)
- Attacco allo Stato, regia di Michele Soavi – miniserie TV (2006)
- Karol - Un papa rimasto uomo, regia di Giacomo Battiato – miniserie TV (2006)
- Nassiriya - Per non dimenticare, regia di Michele Soavi – miniserie TV (2007)
- Don Matteo, regia di Giulio Base e Lodovico Gasparini – serie TV (2009)
- Squadra antimafia - Palermo oggi, regia di Pier Belloni, Simone Spada e Beniamino Catena – serie TV (2009)
- Caccia al re - La narcotici, regia di Leonardo Fasoli e Maddalena Ravagli – serie TV (2011)
- Ultimo - L'occhio del falco, regia di Michele Soavi – miniserie TV (2013)
- I segreti di Borgo Larici, regia di Alessandro Capone – serie TV, 3 episodi (2014)
- Questo è il mio paese, regia di Michele Soavi – serie TV (2015)
- Storia di una famiglia perbene, regia di Stefano Reali – serie TV (2021-2024)

### Cortometraggi
- Quiet, regia di Gabriele Galli (2017)
- Whose Is the Land?, regia di Daniela Giordano (2018)
- Uomo, regia di Mattia Bianchini (2018)
- Preludio, regia di Stefania Rossella Grassi, Tommaso "John J Greenflowers" Scutari (2019)
- Eclissi, regia di Valerio Carta (2019)
- Magic Show, regia di Andrea Traina (2019)
- Nessuna è perfetta, regia di Isabella Weiss di Valbranca (2019)
- Gocce d'acqua, regia di Max Nardari e Marco Matteucci (2019)
- Libero - The rhythm of my life, regia di Maurizio Rigatti (2022)

## Riconoscimenti

### Premi
- 2017 – Umbrialand (festival) – Premio Migliore fotografia (Seguimi)
- 2018 – Festival Internazionale del Cinema dei Castelli Romani (festival) – Premio Migliore Fotografia (Seguimi)
- 2019 – Festival Internazionale del Cinema dei Castelli Romani (festival) – Premio alla carriera
- 2020 – International Tour Film Festival (festival) – Special Award
- 2020 – Terra di Siena Film Festival (festival) – Premio alla Carriera direttore della fotografia
- 2021 – Cinemagia Movie Awards (festival) – Best Cinematography (SelfieMania)
- 2021 – Inventa un Film (festival) – Premio "Sei Premi in Cerca d'Autore"
- 2021 – Premio Apoxiomeno (concorso) – Premio Sordi Family Award
- 2021 – Premio Vincenzo Crocitti (concorso): Premio In Carriera - Direttore della Fotografia
- 2022 – Latina Independent Film Festival (festival) – Premio Migliore Fotografia (SelfieMania)

### Candidature
- 2018 – David di Donatello – Migliore Fotografia (Malarazza)
- 2023 – David di Donatello – Migliore Fotografia (I Racconti della domenica)